# ثاراوث
بلدية ثاراوث (بالإسبانية: Zarauz) هي بلدية تقع في مقاطعة غيبوثكوا التابعة لمنطقة إقليم الباسك شمال إسبانيا.

## الديموغرافيا
بلغ عدد سكان بلدية ثاراوث 22.697 نسمة عام 2011 (وفقاً للمعهد الوطني للإحصاء الإسباني).
| 19.202 | 20.187 | 21.466 | 22.056 | 22.315 | 22.627 | 22.697 |

## أعلام
- ميكيل أجويريزابالاجا
- غوركا غونزاليس
- خوسيه أنغل إريبار
- دانييل ايسترادا
- يوري بيرتشيتشي
- أرسنيو مارتينيث كامبوس